# Plebeia pulchra
Plebeia pulchra là một loài Hymenoptera trong họ Apidae. Loài này được Ayala mô tả khoa học năm 1999.